# Ali İşleyen
Ali İşleyen (* 1. April 1982 in Delice) ist ein türkischer Fußballspieler.

## Karriere

### Verein
İşleyen startete mit dem Vereinsfußball 1999 in der Jugend vom Hauptstadtverein MKE Ankaragücü. Ein Jahr später wechselte er dann mit einem Profivertrag ausgestattet in die Jugend des Erzrivalen Gençlerbirliği Ankara. Hier spielte er die erste Saison ausschließlich für die Reservemannschaft. Um ihm die Möglichkeit zu geben Erfahrung in einer Profiliga zu sammeln, wurde er für die Spielzeit 2001/02 an den Zweitverein Gençlerbirliğis, an den Viertligisten Ankara ASAŞ ausgeliehen. Bei diesem Verein schaffte er schnell den Sprung in die Stammelf. So wechselte er zum Saisonende endgültig zu diesem Verein, der sich im Sommer 2002 in Gençlerbirliği ASAŞ umbenannt hatte, um so seine Zugehörigkeit zu Gençlerbirliği zu verdeutlichen. In der Saison 2002/03 kam İşleyen zu weniger Einsätzen. In der nächsten Saison eroberte er sich aber sofort zu Saisonbeginn einen Stammplatz und behielt diesen bis zum Saisonende. Diese Saison schloss die Mannschaft als Meister der TFF 3. Lig ab und stieg so in die TFF 2. Lig auf. Nach diesem Aufstieg spielte İşleyen noch eine Saison für diesen Verein und wurde in der Saison 2005/06 an Eyüpspor und in der Winterpause der gleichen Saison an Türk Telekomspor ausgeliehen.
Zum Sommer 2007 verließ İşleyen dann endgültig Gençlerbirliği ASAŞ und spielte der Reihe nach für diverse Vereine der TFF 2. Lig bzw. der TFF 3. Lig.
Im Sommer 2012 heuerte er beim Drittligisten Balıkesirspor an. Die Saison 2012/13 beendete er mit dieser Mannschaft als Meister der TFF 2. Lig und stieg damit in die TFF 1. Lig auf.

### Nationalmannschaft
İşleyen durchlief die türkische U-16-, die U-17- und die U-18-Nationalmannschaft.

## Erfolge
Mit Gençlerbirliği ASAŞ
- Meister der TFF 3. Lig: 2003/04
- Aufstieg in die TFF 2. Lig: 2003/04

Mit Balıkesirspor
- Meister der TFF 2. Lig: 2012/13
- Aufstieg in die TFF 1. Lig: 2012/13